# Christophe Guénot
Christophe René Marcel Guénot (Saint-Rémy, 7 de enero de 1979) es un deportista francés que compitió en lucha grecorromana. Su hermano Steeve también compitió en lucha.
Participó en dos Juegos Olímpicos de Verano, obteniendo una medalla de bronce en Pekín 2008, en la categoría de 74 kg, y el octavo lugar en Londres 2012.
Ganó una medalla de bronce en el Campeonato Mundial de Lucha de 2007 y dos medallas de bronce en el Campeonato Europeo de Lucha, en los años 2008 y 2011.

## Palmarés internacional
| Juegos Olímpicos   | Juegos Olímpicos    | Juegos Olímpicos  | Juegos Olímpicos |
| Año                | Lugar               | Medalla           | Categoría        |
| ------------------ | ------------------- | ----------------- | ---------------- |
| 2008               | Pekín (China)       | Medalla de bronce | 74 kg            |
| Campeonato Mundial |                     |                   |                  |
| Año                | Lugar               | Medalla           | Categoría        |
| 2007               | Bakú (Azerbaiyán)   | Medalla de bronce | 74 kg            |
| Campeonato Europeo |                     |                   |                  |
| Año                | Lugar               | Medalla           | Categoría        |
| 2008               | Tampere (Finlandia) | Medalla de bronce | 74 kg            |
| 2011               | Dortmund (Alemania) | Medalla de bronce | 74 kg            |